# Telebasis vulnerata
Telebasis vulnerata – gatunek ważki z rodziny łątkowatych (Coenagrionidae). Występuje na terenie Ameryki Środkowej i Karaibów.